# Unteres Schloss Kleinbottwar

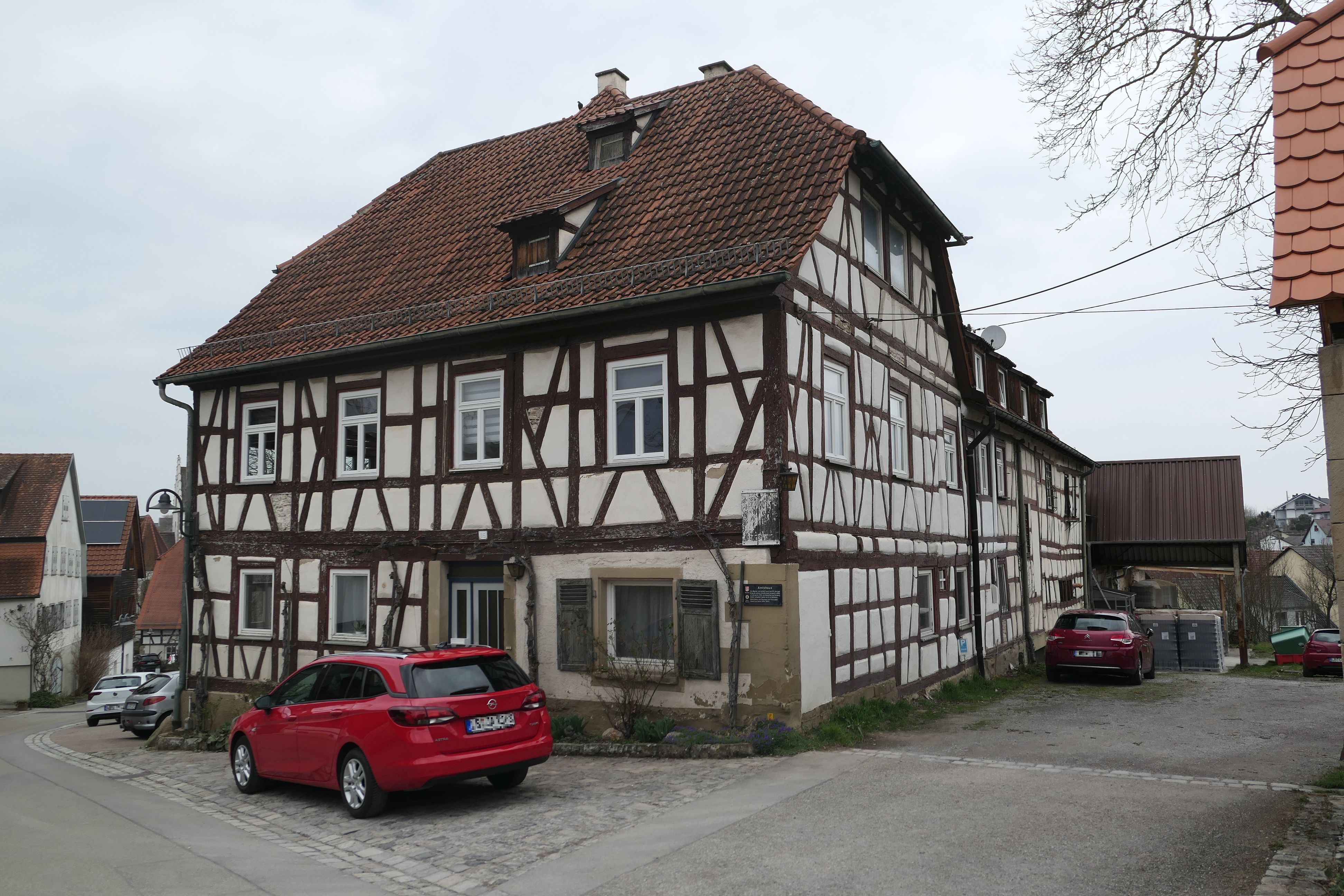
Unteres Schloss und Amtshaus (Amtsstraße 15)

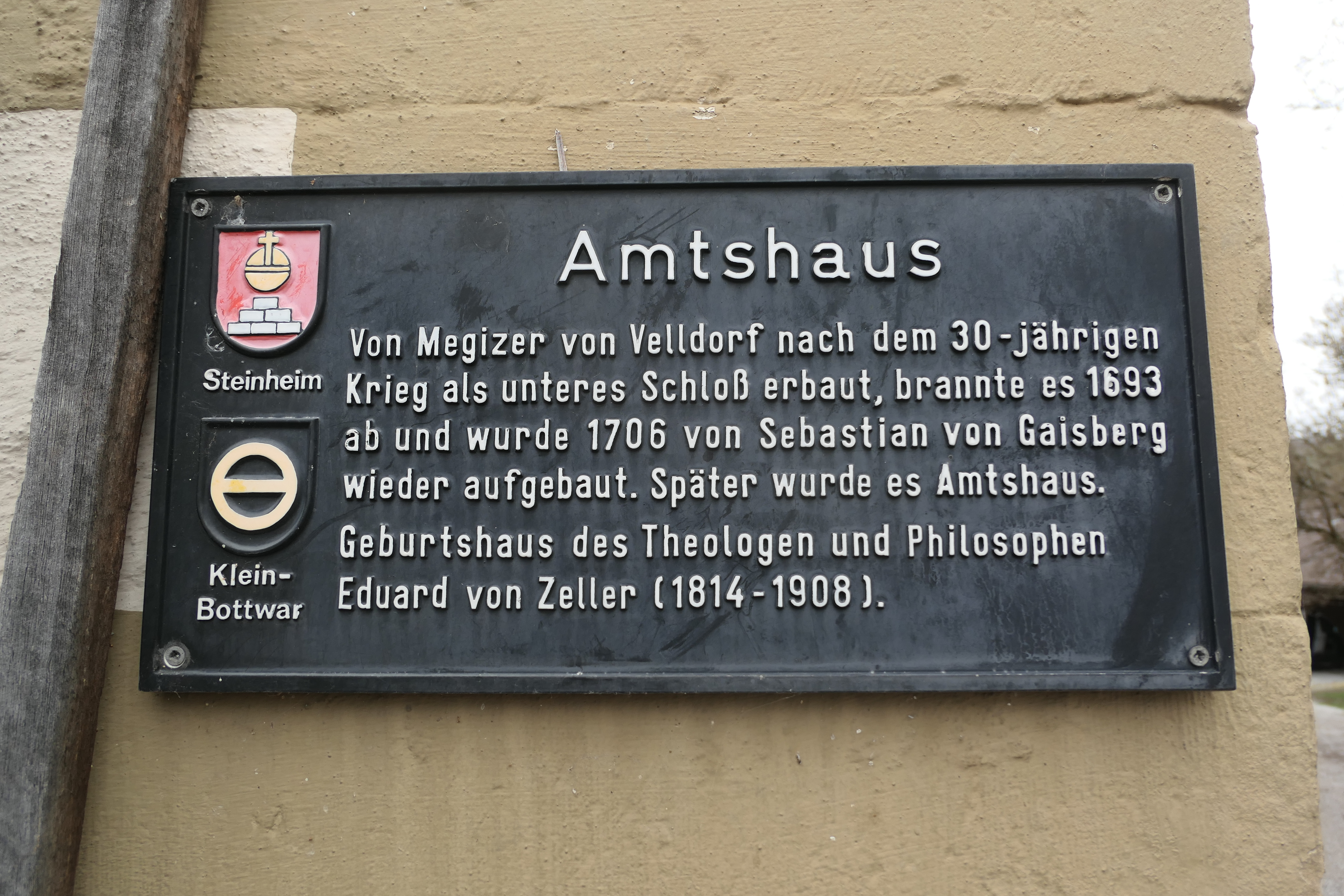
Plakette am Gebäude zur Historie

Das Untere Schloss Kleinbottwar ist ein ehemaliges Landadel-Schlösschen in Kleinbottwar, einem Stadtteil von Steinheim an der Murr im baden-württembergischen Landkreis Ludwigsburg. Der Adelssitz wurde im 17. Jahrhundert errichtet und im Pfälzischen Erbfolgekrieg zerstört. Anfang des 18. Jahrhunderts wurde es in seiner heutigen Form neu errichtet und diente als Amtsschlösschen. Es ist in Privatbesitz und kann nur eingeschränkt besichtigt werden.
Das Untere Schloss zählt neben dem Mittleren Schloss und der Burg Schaubeck (Oberes Schloss) zu den drei Adelssitzen Kleinbottwars.

## Geschichte
Das Anwesen (Amtsstraße 15) wurde nach dem Dreißigjährigen Krieg (1618–1648) von Johann Caspar Megentzer von Velldorf gebaut. In dem von Frankreich entfachten Pfälzischen Erbfolgekrieg (1688–1697) wurde das Schlösschen 1693 von Truppen Ludwigs XIV. durch Brandstiftung zerstört. Ende des 17. Jahrhunderts starb die Familie Megenzer im Mannesstamme aus. Der kaiserliche Rat Johann Sebastian von Gaisberg erwarb das zerstörte Anwesen und ließ es für seinen Sohn, den Offizier Friedrich von Gaisberg neu errichten. Der Wiederaufbau dauerte bis 1706. Später wurde das Fachwerkhaus zu einem Amtshaus umgewandelt. In dem Haus wurde der Theologe und Philosoph Eduard Zeller (1814–1908) geboren, dessen Vater als Amtmann in dem Schlösschen wohnte.

Wappen der früheren Besitzer
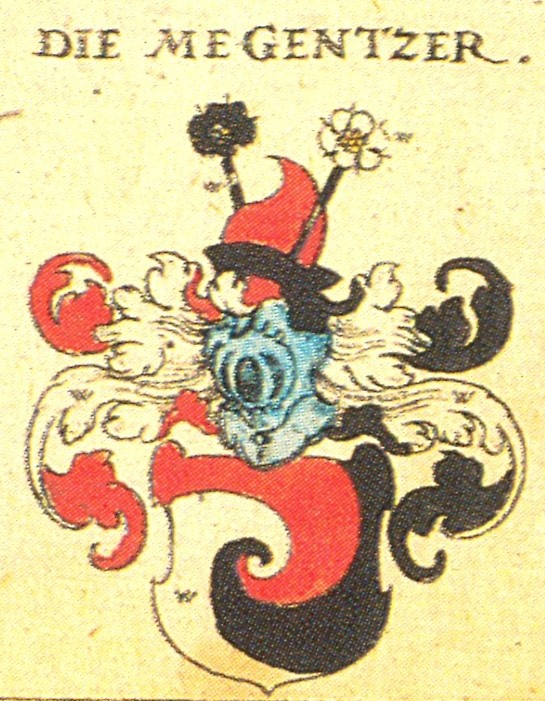
Wappen der Megentzer von Velldorf
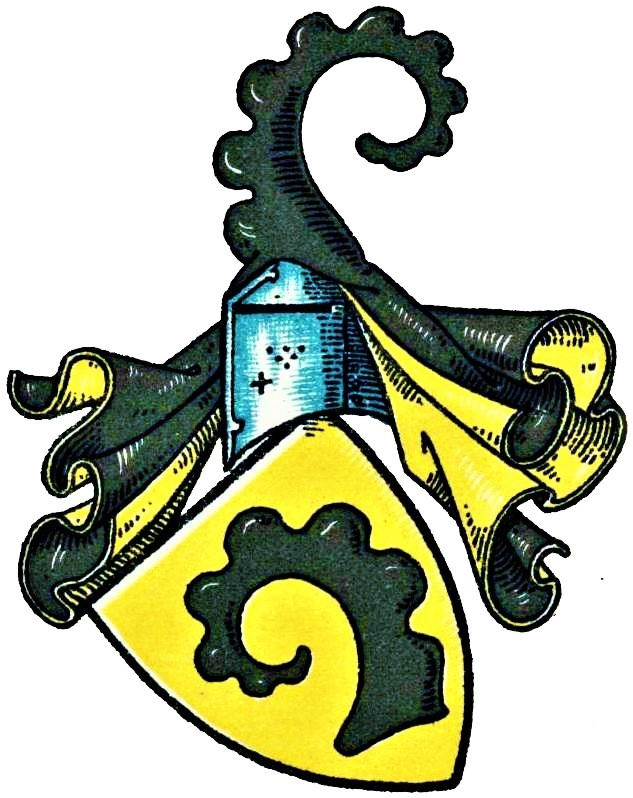
von Gaisberg